# Woźniki (gromada w powiecie sieradzkim)
Woźniki – dawna gromada, czyli najmniejsza jednostka podziału terytorialnego Polskiej Rzeczypospolitej Ludowej w latach 1954–1972.
Gromady, z gromadzkimi radami narodowymi (GRN) jako organami władzy najniższego stopnia na wsi, funkcjonowały od reformy reorganizującej administrację wiejską przeprowadzonej jesienią 1954 do momentu ich zniesienia z dniem 1 stycznia 1973, tym samym wypierając organizację gminną w latach 1954–1972.
Gromadę Rossoszyca siedzibą GRN w Woźnikach (obecnie w granicach Sieradza) utworzono – jako jedną z 8759 gromad na obszarze Polski – w powiecie sieradzkim w woj. łódzkim, na mocy uchwały nr 38/54 WRN w Łodzi z dnia 4 października 1954. W skład jednostki weszły obszary dotychczasowych gromad Woźniki kolonia, Woźniki wieś, Męka, Ruda i Mnichów (z wyłączeniem enklawy położonej w mieście Sieradzu) ze zniesionej gminy Woźniki oraz obszary dotychczasowych gromad Mokre Wojsławskie i Męcka Wola (z wyłączeniem kolonii Ludwików, Letniska Męcka Wola i terenów P.K.P.) ze zniesionej gminy Korczew w tymże powiecie. Dla gromady ustalono 27 członków gromadzkiej rady narodowej.
31 grudnia 1959 do gromady Woźniki przyłączono wieś i kolonię Sucha ze znoszonej gromady Kamionaczyk.
31 grudnia 1961 do gromady Woźniki przyłączono kolonię Chałupki ze zniesionej gromady Chojne.
31 grudnia 1962 do gromady Woźniki przyłączono wieś Czartki i kolonię Mokre Zborowskie z gromady Korczew w tymże powiecie.
Gromada przetrwała do końca 1972 roku, czyli do kolejnej reformy gminnej.